# Yewande Akinola
Yewanda Akinola (sinh năm 1985) là một kỹ sư tàu biển. Cô làm Kỹ sư chính cho Công ty Laing O'Rourke và dẫn chương trình truyền hình về kỹ thuật cho Kênh 4 và National Geographic.

## Giáo dục
Akinola sinh năm 1985 tại Nigeria. Khi còn nhỏ, cô đã thiết kế những ngôi nhà cỡ mẫu. Cha của cô, J. M Akinola, là Thư ký thường trực của Bộ Công trình khu vực miền Tây cũ ở Nigeria. Akinola học ngành Thiết kế Kỹ thuật và Công nghệ tại Đại học Warwick, cô đã hoàn thành vào năm 2007. Trong thời gian học, cô là kỹ sư cơ khí của Thames Water, cô làm việc tại các khu xử lý nước sạch. Năm 2007, cô được Arup Group thuê làm Kỹ sư thiết kế thiết kế hệ thống cấp nước và quản lý nước. Trong khi làm việc cho Arup, cô đã lấy bằng thạc sĩ tại Đại học Cranfield năm 2011.

## Công việc
Akinola quan tâm đến việc phát triển nước và vệ sinh cho các nước kém phát triển. Cô đã làm việc cho các dự án ở Anh, Châu Phi, Trung Đông và Đông Á. Cô là người sáng lập Dự án Emit toàn cầu, nơi cố vấn cho những người trẻ tuổi quan tâm đến kỹ thuật.
Năm 2010, Akinola giới thiệu chương trình Titanic: Sứ mệnh cho Kênh 4 và Hiệp hội Địa lý Quốc gia. Năm 2012, cô đạt giải của Nữ hoàng Elizabeth dành cho cuộc thi Kỹ thuật để tạo ra một chiếc cúp. Năm đó, cô lọt vào danh sách rút gọn và giành giải thưởng Kỹ sư phụ nữ trẻ của năm của IET. Cô cũng tham gia chương trình trên Kênh CBeebies và Ngày hôm qua TV. Akinola đã xuất hiện trên BBC Radio 4. Năm 2014 Akinola đã thiết kế một hệ thống thu hoạch nước mưa.
Akinola là một tiếng nói nổi bật trong phong trào làm tăng sự đa dạng trong kỹ thuật. Vào năm 2013, Akinola đã làm việc với Girl Guiding UK để khuyến khích nhiều phụ nữ trẻ hơn vào ngành kỹ thuật. Cô ấy đã xuất hiện trong một chiến dịch của Học viện Kỹ thuật Hoàng gia "Được thiết kế để truyền cảm hứng". Cô là biểu tượng trong chiến dịch QEPrize 2014 "Tạo ra tương lai". Cô đã có một bài phát biểu quan trọng tại lễ kỷ niệm ngày Ada Lovelace 2016. Cô góp mặt trong chiến dịch của Viện Kỹ thuật và Công nghệ 2017 "Chân dung của một kỹ sư".

## Giải thưởng
1998 - Giải thưởng toán quốc gia Nigeria
2009 - Giải thưởng Hiệp hội kỹ sư y tế công cộng Vương quốc Anh cho ngôi sao trẻ đang lên
2012 - Giải thưởng Achiever đặc biệt của Hiệp hội Kỹ sư Đen (AFBE-UK)
2012 - Kỹ sư nữ trẻ của năm từ IET
2013 - Nữ quản lý hàng đầu độ tuổi 30 - 35
2014 - Giải thưởng PRECIOUS cho người phụ nữ xuất sắc trong STEM